# Coupe des Maldives de football
La Coupe des Maldives de football est une compétition placée sous l'égide de la fédération des Maldives de football, créée en 1988. Elle réunit les clubs de toutes les divisions des Maldives.

## Palmarès
- 1988 : Club Valencia bat New Radiant
- 1989 : New Radiant bat Victory SC
- 1990 : Club Lagoons bat New Radiant
- 1991 : New Radiant bat Club Lagoons
- 1992 : Club Lagoons bat Club Valencia
- 1993 : Victory SC bat Club Lagoons
- 1994 : New Radiant bat Club Valencia
- 1995 : Club Valencia 1-0 New Radiant
- 1996 : New Radiant bat Victory SC
- 1997 : New Radiant 2-0 Club Valencia
- 1998 : New Radiant 1-0 Hurriyya SC
- 1999 : Club Valencia 2-2 2-1 New Radiant
- 2000 : Victory SC 3-0 Hurriyya SC
- 2001 : New Radiant 1-1 2-0 Club Valencia
- 2002 : Island FC 2-0 New Radiant
- 2003 : Island FC 1-0 Club Valencia
- 2004 : Club Valencia 2-0 Victory SC
- 2005 : New Radiant 2-0 Club Valencia
- 2006 : New Radiant 2-0 Club Valencia
- 2007 : New Radiant 2-0 Club Valencia
- 2008 : VB Sports 1-0 New Radiant
- 2009 : Victory SC 2-0 VB Sports
- 2010 : Victory SC 2-1 New Radiant
- 2011 : VB Sports 6-4 Maziya S&RC
- 2012 : Maziya S&RC 2-1 Club Eagles
- 2013 : New Radiant 1-0 Maziya S&RC
- 2014 : Maziya S&RC 0-0 (tab 4-3) New Radiant
- 2015 : Compétition non disputée
- 2016 : Club Valencia 3-1 TC Sports Club
- 2017 : New Radiant 2-2 (tab 4-2) TC Sports Club
- 2018 : non jouée
- 2019 : non jouée
- 2020 : coupe abandonnée